# Juan María Marcaide Osoro
Juan María (Jon) Marcaide Osoro (Elgeta, 21 d'agost de 1950) és un astrofísic i astrònom basc, catedràtic d'Astronomia i Astrofísica en la Universitat de València des de 1991, professor de recerca en el Consell Superior d'Investigacions Científiques (en excedència voluntària) i acadèmic de la Reial Acadèmia de Ciències Exactes, Físiques i Naturals.

## Biografia
Va estudiar física a les universitats de Saragossa, Complutense de Madrid, Edimburg i St. Andrews. Es va llicenciar el 1975 a la Universitat de Saragossa. La seva formació doctoral va tenir lloc, a partir de 1977, en el Massachusetts Institute of Technology (MIT), on va rebre el doctorat (Ph. D.) el 1982, amb I.I. Shapiro com a supervisor.
Va desenvolupar la seva tasca professional a l'Max Planck Institut für Radioastronomie de Bonn (1982-1985), en els laboratoris centrals de Siemens AG a Múnic (1985-86) i a l'Institut d'Astrofísica d'Andalusia (1986-91). En l'actualitat treballa en el Departament d'Astronomia i Astrofísica i a l'Observatori Astronòmic, tots dos de la Universitat de València, i és membre de la International Astronomical Union, de l'American Astronomical Society, de la Societat Espanyola d'Astronomia i de la Reial Societat Espanyola de Física.
Va ser becari de la Stevenson Foundation (1973-74), de l'Institut Tecnològic per Postgraduats (1977-82) i de la Societat Max Planck (1982-85).
Va ser assessor de la NASA (1983-85). Va fundar la Societat Espanyola d'Astronomia (1992), (juntament amb els catedràtics R. Canal i E. Salvador) de la qual va ser vicepresident (1992-96) i president (1996-2000). Va impulsar la creació del Departament d'Astronomia i Astrofísica de la Universitat de València (1995), del que en fou el seu primer director. Va ser professor visitant del Harvard-Smithsonian Center for Astrophysics (1993-94) i astrònom convidat de l'Observatoire de Paris (2004-05). Va ser membre del Advisory Panel dels ASI/AWR de la NATO (1989-92), membre de l'European VLBI Program Committee (1991-94), membre del Very Low Frequency Array Science Team de l'Agència Espacial Europea (1995-96), Comissió 40 de la International Astronomical Union (1997-2003), membre de diversos comitès (entre ells el de grans instal·lacions) de la Comissió Europea (2004-07). Va dirigir escoles d'estiu a la Universitat Complutense de Madrid (1992) i en la Universitat del País Basc (1996).
És especialista en la tècnica de ràdio interferometria intercontinental (VLBI), ha fet contribucions pioneres i essencials a la ràdio astrometria diferencial d'alta precisió i a l'estudi de ràdio supernoves. També ha fet contribucions pioneres i destacades al camp de VLBI en ones mil·limètriques, al camp de lents gravitacionals, a estudis del quàsar peculiar 4C39.25, a l'estudi del centre galàctic, etc
Membre de la Reial Acadèmia de Ciències Exactes, Físiques i Naturals des de maig de 2003. Des de 2007 és també membre de nombre de Jakiunde, Acadèmia de les Ciències, de les Arts i de les Lletres del País Basc. Va rebre el Premi Euskadi de Recerca (2004).

## Obres i aportacions
Autor de 3 patents, del parc astronòmic de Tolosa (1990), de l'Estelari de Sant Sebastià (1994, ara desmuntat), ha dirigit 9 tesis doctorals (com a únic supervisor) i ha publicat més de 180 articles internacionals: un centenar en les principals revistes (4 a Nature, 2 a Science, la meitat de primer autor), la resta en llibres i contribucions a congressos.